# 流浪者之歌 (小說)
《悉達多》（Siddhartha），也被译為《流浪者之歌》、《悉達求道記》，德国小说家黑塞在1922年所著的三部式文学作品，也是其第九部作品，描述了主角悉达多在有着悠久歷史的印度追尋終極真相一事的过程。這個過程可被分為三个重要历程，悉達多最初自觉地奉行禁欲主义，但後來通过自我放逐及视觉感官享受，知识及平靜成为了他致力達成的最终目标。該書用一种简单的、诗意化的風格被写成。黑塞将該书的第一章献给了著名作家罗曼·罗兰，並且將第二章献给了他的表兄威廉·贡德特。
Siddhartha一詞是由两个梵语词𢑥所構成：（意为已获得）+artha（寻求之物），而这两个词连接在一起時，其意思便成了“已找寻到（存在的）意义之人”、“已完成目标之人”或“修行圆满之人”。

## 劇情
故事
发生在尼泊尔的迦毗罗卫：悉达多为了觉悟，决然离开了自己的家人，并且成为苦行僧。在他最好的朋友乔文达加入之后，悉达多开始禁食，放弃所有财产，并且近乎狂热地冥想。後來他找到了乔达摩──一位享負盛名的智者，並且與他进行私人对话。后来，悉达多及乔文达都认识到乔达摩所傳播的觀念中的优雅之处，但乔文达匆忙地成為了乔达摩的弟子，悉达多却没跟从。悉达多声称，雖有乔达摩所宣揚的哲学理论甚為深奧，但是它不能夠解释人存在的意义。他认为个人所寻求的独特“意义”，是不能被老师传授的，智慧或真正的悟道，并不能通过所谓的教义或者言语来被实现。隨後悉达多独自展開征程。
悉达多渡过了一条河，但并没钱付给摆渡人。摆渡人预言说悉达多以后一定会回到这条河以补偿他的損失。悉达多到了一个城市，遇见了他此生所见最美丽的女子──伽摩拉，她是当地的名妓。悉达多要求伽摩拉教导他爱的艺术。伽摩拉则告诉悉达多他要变得更富有，来获取她的注意以让她教导他關於爱的艺术。雖然作为沙门的悉达多一直壓制自己的慾望冒起，但是他的意志被动摇了。伽摩拉帶悉达多去见一位当地富商，并且要求富商以平起平坐的态度对待他。悉达多运用他作为苦行僧修行时所习得的耐性和技艺，很快获得了成功。悉达多成为了一名富人和伽摩拉的爱人。多年后，悉达多认识到这种奢华生活，并不是他所追求的，而且这種生活只是一种游戏。他回到了那条河，想要投河自尽。在那时，“唵”字给他带来了一种神圣的内在体验，而那种体验使他消除了想要自盡這一念頭。
悉达多决定在这条河流旁度过余生，并因此而与摆渡人──维苏德瓦 再聚。悉达多开展了一种低调的、卑微的生活。尽管维苏德瓦看似是一個平凡的人，不過他能夠听出这河有无数声音处於其中，并且给那些愿意倾听之人，解釋个中含义。
数年后，成为了乔达摩的弟子的伽摩拉，带着她年幼的儿子，去瞻仰乔达摩的圓寂。路上，他們到了悉达多所在的河旁。伽摩拉忽然被一条蛇咬伤。悉达多认出了是伽摩拉。在伽摩拉因伤患而去世之後，悉达多感到非常痛苦，雖然他抑制了悲哀感擴張，並且试图好好抚养孩子，但是有一天，孩子逃走了。悉达多渴望找回儿子，但维苏德瓦告訴他，让男孩去找自己的路，就像悉达多年青时那样。此時，悉達多開始倾听河流所產生的声音。在這無數的聲音中，出生者所發出的哭聲和垂死者所發出的呻吟融合在一起。悉达多意识到，關於时间的感覺其實只是幻觉。他所有的感受及经历，即使是會使他感到痛苦的一切，都只是自然輪的一部分。在那一刻，悉达多悟出了大道。
在悉达多功成圆满之后，维苏德瓦声称因為他的使命已经被完成，所以他要离开悉达多。维苏德瓦独自走进树林，留下悉达多一人，後者继续感受覺悟一事所带来的崇高感。
在悉达多完寂之前，乔文达听说河流旁住着一位已经觉悟的摆渡人。乔文达找到了這個人，并且發現那個人就是悉达多。乔文达询问悉达多 他如何做到这一切。悉达多说，每个人坚持地相信，并不能獲知關於世界的真相，因為自然界有着一種輪，而每一事物都有其潜力及使命，所以世人必须把世界視作一个整体。悉达多表示他鼓勵人们去体认到爱，并且要求乔文达亲吻他前额。在乔文达亲吻悉达多的那一刻，乔文达明白到了何謂永恒的意義，而悉达多也看見了站在河边的维苏德瓦。乔文达向悉达多鞠了一躬，獲知了人生的真諦。

## 角色列表
- 悉达多：主角。
- 悉达多的父亲：一位不能满足悉达多对觉悟一事的渴求的古婆羅門教僧茄。
- 伽摩拉：教導悉达多關於性及愛的知識的妓女。
- 婆蘿門：悉达多和伽摩拉的儿子，與悉达多生活了一段时间后離家出走。其名字源自於婆羅門教教義中地位最高的種姓 婆羅門 的名稱。
- 乔文达：悉达多的朋友，也是一位名叫乔达摩的娑門的跟随者。
- 乔达摩：以佛教開創者釋尊瞿曇的形象為原型所塑造出來的角色，他在其弟子眼中與吠陀教神話中的李習一樣充滿魅力。儘管乔达摩所持有的觀點的正確性被悉达多否定，不過乔达摩本人仍然為悉达多所尊敬。
- 维苏德瓦：一位已經觉悟的摆渡人，他给悉达多带来精神上的指导，其形象的原型是著名史詩《摩訶婆羅多》所記載的由克里希那神所轉生而為的奎師那在世時的生父 富天 的形象，克里希那神在印度教教義中有着極高的地位，由於克里希那神被認為遍在於整個宇㣙之中，因此使奎師那得以出生的富天的名字被認為有着包含世上一切事物這個意思。

## 影视作品
- 作家康纳德·鲁克斯（英语：Conrad Rooks）导演在《流浪者之歌》的基礎上創作了《悉达多（英语：Siddhartha (1972 film)）》這部電影，其于1972年上映。

## 外部連結

### 購書網站
- 《誠品線上》關於《流浪者之歌》的頁面
- 《亞馬遜》關於《流浪者之歌》的頁面

### 相關文章
- 人的原點－《流浪者之歌》
- 《流浪者之歌》讀後心得：走自己的路悟自己的道 （页面存档备份，存于）
- 《流浪者之歌》：人生或許就是場無止盡的追尋，我的三刷心得！
- 黑塞《流浪者之歌》讀後感